# ناتالیا آولون

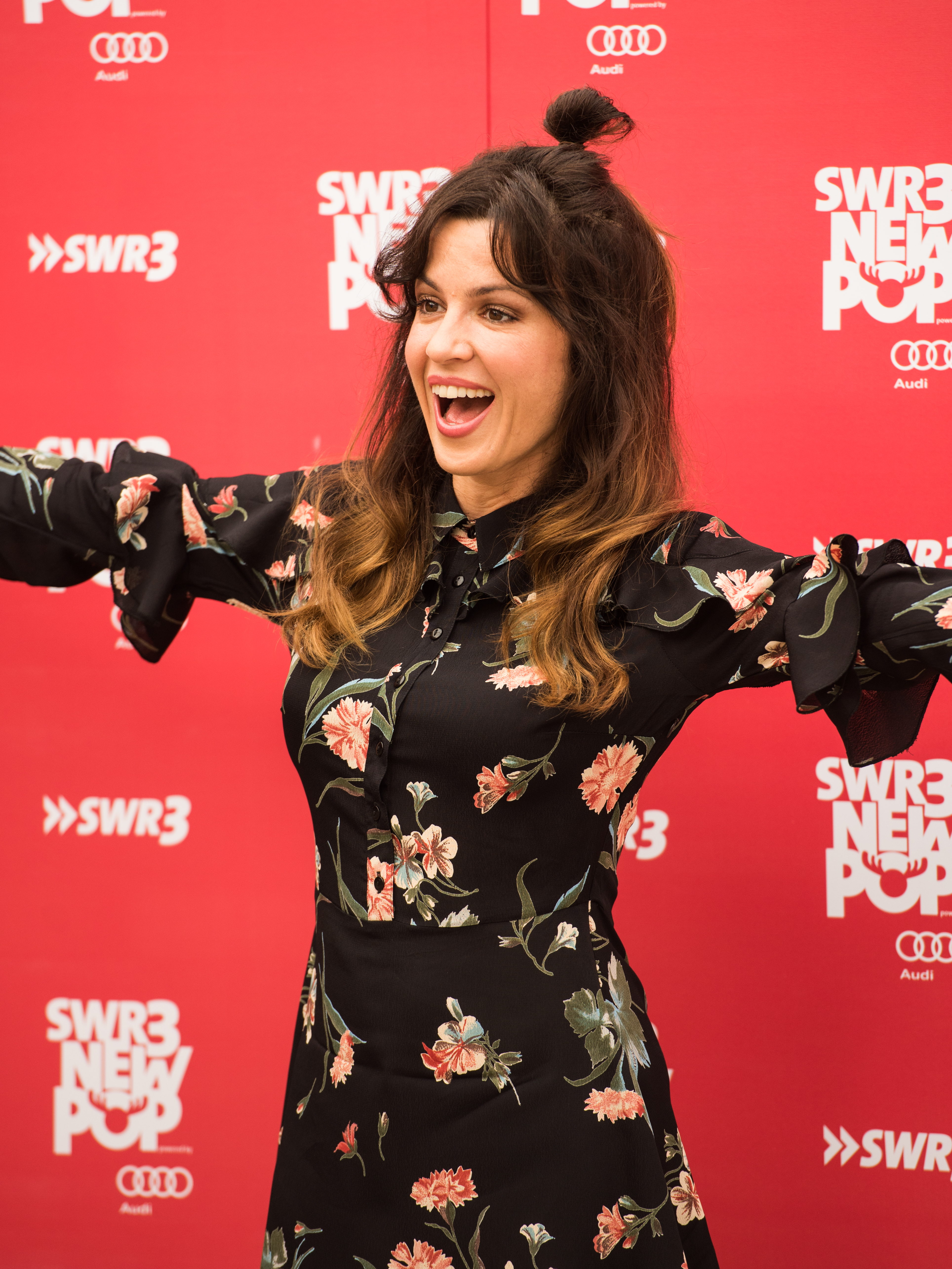

ناتالیا آولون (انگلیسی: Natalia Avelon؛ زادهٔ ۲۹ مارس ۱۹۸۰) یک هنرپیشه و خواننده اهل لهستان است.
از فیلم‌ها یا برنامه‌های تلویزیونی که وی در آنها نقش داشته‌است می‌توان به فار کرای اشاره کرد.